# Pintér Adrienn
Pintér Adrienn, ismertebb nevén Ada (Budapest, 1982. október 7.) a VIVA egyik műsorvezetője (VJ-je) volt.

## Élete
1993-ban édesapja Angliában kapott állást, így az egész család az Egyesült Királyságba költözött. A kint töltött évek alatt Ada folyékonyan megtanult angolul. Négy évvel később – édesapja szerződésének lejártakor – visszaköltözött a család Budapestre. Apja ezután Ománban kapott állást, ide azonban Ada már nem akarta követni, így nagymamájához költözött.
Ezután felvételt nyert a Budapesti Gazdasági Főiskolára, de hamar rájött, hogy ez nem igazán érdekli. Átiratkozott a Budapesti Kommunikációs Főiskolára, levelező tagozatra. 2002-ben jelentkezett a VIVA TV-hez műsorvezetőnek, de a hosszú sort meglátva visszafordult. 2003-ban ismét megpróbálta a VIVA-nál, s már majdnem feladta, amikor végül is sikerült neki.
Az első magyar zenecsatornánál ismerte meg Bánszki Lászlót (ismertebb nevén Timót), akivel 2005. augusztus 14-én össze is házasodott. Ekkortól neve (válásukig): Bánszki Adrienn. 2006. január 9-én megszülettek ikreik, Bálint és Bence.
2007-ben Ada sikeresen lediplomázott a Budapesti Kommunikációs és Üzleti Főiskolán.
2009 elején döntöttek férjével a válás mellett, azonban a válás után is jó viszonyban maradtak.
Édesanyja: Pintér Sylvia manöken. 2 fiú gyermeke van, Bence és Bálint.

## Tanulmányai
- Bárdos Lajos Általános Iskola
- Toldy Ferenc Gimnázium
- Budapesti Kommunikációs és Üzleti Főiskola
- International Wellness Institute (IWI)

## Műsorai

### VIVA(2003–2010)
- VIVA Chart Show
- VIVA Trend
- Interaktív
- Váratlan páros

### RTL Klub(2013–2016, 2022)
- Reflektor
- A Konyhafőnök VIP (szereplő)

### Music FM(2017–2018)
- Kívánságműsor hétvégén
- Hétvégi Call Center